# Rezerwat Zaranik
Rezerwat przyrody Zaranik – rezerwat znajdujący się we wschodniej części słonowodnego Jeziora Bardawil na śródziemnomorskim wybrzeżu Półwyspu Synaj w muhafazie Synaj Północny w północno-wschodnim Egipcie.
Rezerwat powstał w 1985 roku, a jego głównym zadaniem jest ochrona ptaków wędrownych (jest to tzw. ostoja ptaków IBA). Ma powierzchnię ok. 250 km², z czego 68% to tereny wodne, a 32% wydmy piaszczyste. Rezerwat leży od 0 do 30 m n.p.m.
Całą strefą ochronną objęte są nadmorskie tereny podmokłe. Odnotowano tu 244 gatunki ptaków. Setki tysięcy ptaków wędrownych pojawiają się tu w czasie jesiennej migracji. Są to m.in. flamingi, pelikany, czaplowate, cyranki, szablodzioby, rybitwy białoczelne. Wiosną odnotowano 24 gatunki ptaków drapieżnych takie jak kania czarna, sęp płowy, gadożer zwyczajny, myszołów zwyczajny, orzeł stepowy. W rezerwacie żyje też 18 gatunków gadów, w tym zagrożone wyginięciem żółwie zielone i żółwie karetta.